# Selapiu Island
Selapiu Island, ehemals Mausoleumsinsel, ist eine dicht bewaldete Insel, die zu der Provinz New Ireland von Papua-Neuguinea gehört. Administrativ ist sie Teil des Distrikts Kavieng. Die etwa 18 Quadratkilometer große Insel liegt etwa 10 Kilometer westlich vom Masala-Kap, dem äußerst westlichen Ausläufer Neuirlands, der Hauptinsel der Provinz, getrennt. Sie ist etwa neun Kilometer lang, an der breitesten Stelle etwa sechs Kilometer breit und überwiegend von Flachland aus gehobenen Korallenkalken geprägt. Weiterhin gibt es eine andesitischen Erhebung von etwa 100 m Höhe.
Etwas östlich liegt die Insel Manne Island von der Selapiu Island durch die zwei Kilometer breite Meeresstraße Steffen Strait getrennt ist. Etwa zehn Kilometer weiter westlich liegt Lavongai (deutsch Neuhannover, englisch New Hanover). Selapiu Island, sowie die sie umgebenden kleineren Inseln zwischen Lavongai und Neuirland, wurden in der deutschen Kolonialzeit Straßen-Inseln genannt.
Die Insel wurde während der deutschen Kolonialzeit Mausoleumsinsel und der dort vorhandene kleine Berg entsprechend Mausoleumsberg benannt.